# Приспособиться и выжить! ДНК как летопись эволюции
Приспособиться и выжить! ДНК как летопись эволюции (англ. The Making of the Fittest) — научно-популярная книга американского эволюционного биолога Шона Кэролла. Книга вышла в свет в 2006 году.

## Содержание
В этой книге Шон Кэролл рассказывает об эволюции, повествование о которой он начал в своих предыдущих  книгах «Бесконечное число самых прекрасных форм. Новая наука эво-дево и эволюция царства животных» и «От ДНК к разнообразию». Кэрролл обсуждает конкретные примеры того, как эволюционные процессы проявились в развитии отдельных видов, и сосредотачивается на ключевой функции изменений в последовательностях ДНК для понимания истории естественного отбора.

## Награды
- Книга получила премию «Phi Beta Kappa Award» в области науки.

## Критика
В своем обзоре для Национального центра естественнонаучного образования критик Луиза Мид пишет, что книга «должна быть обязательна прочитана теми, кто балансирует на грани принятия или не принятия законов эволюции, а также теми, кто хочет узнать больше о великом эпосе жизни». По её мнению, книга предоставляет яркие и убедительные примеры того, как работает эволюция. 
Дэвид Маккиннон, пишущий для «Journal of Clinical Investigation», отмечает, что книга стилистически и концептуально похожа на книги Стивена Джея Гулда, но основанный на результатах молекулярной биологии, которые еще не были доступны Гулду. Он пришел к выводу, что книга была «достаточно всеобъемлющей, чтобы стать хорошим введением в эволюцию для простого читателя и настоятельно рекомендуется для прочтения».

## Издание в России
Книга была переведена на русский язык и вышла в свет в издательстве «АСТ» в 2015 году. ISBN 978-5-17-078151-5